# Stavkove, Zinkiv
Stavkove (în ucraineană Ставкове) este localitatea de reședință a comunei Stavkove din raionul Zinkiv, regiunea Poltava, Ucraina.

## Demografie
Componența lingvistică a localității Stavkove
     Ucraineană (93,26%)
     Rusă (4,55%)
Conform recensământului din 2001, majoritatea populației localității Stavkove era vorbitoare de ucraineană (93,26%), existând în minoritate și vorbitori de rusă (4,55%).